# Златист бамбуков лемур
Златистият бамбуков лемур (Hapalemur aureus) е вид бозайник от семейство Лемурови (Lemuridae). Видът е критично застрашен от изчезване.

## Разпространение и местообитание
Разпространен е в Мадагаскар.